# Crotalaria saltiana
Crotalaria saltiana là một loài thực vật có hoa trong họ Đậu. Loài này được Andrews miêu tả khoa học đầu tiên.